# Festival cinematografico internazionale di Mosca 1999
La 21ª edizione del Festival cinematografico internazionale di Mosca si è svolta a Mosca dal 19 al 29 luglio 1999.
Il San Giorgio d'Oro fu assegnato al film giapponese Ikitai diretto da Kaneto Shindō.

## Giuria
- Fernando Solanas ( Argentina - Presidente della Giuria)
- Florestano Vancini ( Italia)
- Adam Greenberg ( Stati Uniti)
- Shahla Nahid ( Francia)
- Tolomush Okeyev ( Kirghizistan)
- Valerij Todorovskij ( Russia)
- Antonio Giménez-Rico ( Spagna)
- Katia Tchenko ( Francia)

## Film in competizione
| Film                         | Regista                | Nazione                     |
| ---------------------------- | ---------------------- | --------------------------- |
| Saranggola                   | Gil Portes             | Filippine                   |
| Ormai è fatta!               | Enzo Monteleone        | Italia                      |
| Guinevere                    | Audrey Wells           | USA                         |
| Panni sporchi                | Mario Monicelli        | Italia                      |
| La dilettante                | Pascal Thomas          | Francia                     |
| Ikitai                       | Kaneto Shindō          | Giappone                    |
| Rakujarven                   | Olli Saarela           | Finlandia                   |
| Black Out p.s. Red Out       | Menelaos Karamaghiolis | Grecia, Francia, Portogallo |
| Chung cu                     | Việt Linh              | Vietnam                     |
| O Viajante                   | Paulo César Saraceni   | Brasile                     |
| Un dulce olor a muerte       | Gabriel Retes          | Messico, Spagna, Argentina  |
| Strastnoj bul'var            | Vladimir Chotinenko    | Russia                      |
| Passion                      | Peter Duncan           | Australia, USA              |
| Dansinn                      | Ágúst Guðmundsson      | Islanda                     |
| Fara                         | Abai Karpykov          | Russia, Kazakistan          |
| La hora de los valientes     | Antonio Mercero        | Spagna                      |
| 6:3 avagy, Játszd újra Tutti | Péter Tímár            | Ungheria                    |

## Premi
- San Giorgio d'Oro: Ikitai, regia di Kaneto Shindō
- San Giorgio d'Argento Speciale: La hora de los valientes, regia di Antonio Mercero
- San Giorgio d'Argento:
  - Miglior Regista: Ágúst Guðmundsson per Dansinn
  - Miglior Attore: Farkhad Abdraimov per Fara
  - Miglior Attrice: Catherine Frot per La dilettante
- Premio FIPRESCI: Ikitai, regia di Kaneto Shindō
- Menzione Speciale:
  - O Viajante, regia di Paulo César Saraceni
  - Strastnoj bul'var, regia di Vladimir Chotinenko
- Premio onorario per il contributo al cinema: Marco Bellocchio